# جون سي كمبل
جون سي كمبل (بالإنجليزية: John C. Kemble)‏ (و. 1800 – 1843 م)هو سياسي من الولايات المتحدة الأمريكية . تولى منصب عضو مجلس شيوخ ولاية نيويورك .
وهو عضو في الحزب الديمقراطي الأمريكي .